# Стшижовиці (Люблінське воєводство)
Стшижовиці (пол. Strzyżowice) — село в Польщі, у гміні Жижин Пулавського повіту Люблінського воєводства.
Населення — 255 осіб (2011).
У 1975-1998 роках село належало до Люблінського воєводства.

## Демографія
Демографічна структура станом на 31 березня 2011 року:
|          | Загалом | Допрацездатний вік | Працездатний вік | Постпрацездатний вік |
| -------- | ------- | ------------------ | ---------------- | -------------------- |
| Чоловіки | 134     | 35                 | 87               | 12                   |
| Жінки    | 121     | 29                 | 64               | 28                   |
| Разом    | 255     | 64                 | 151              | 40                   |